# Lakshmanapura, Srinivaspur
Lakshmanapura là một làng thuộc tehsil Srinivaspur, huyện Kolar, bang Karnataka, Ấn Độ.